# دولیپ سینگ

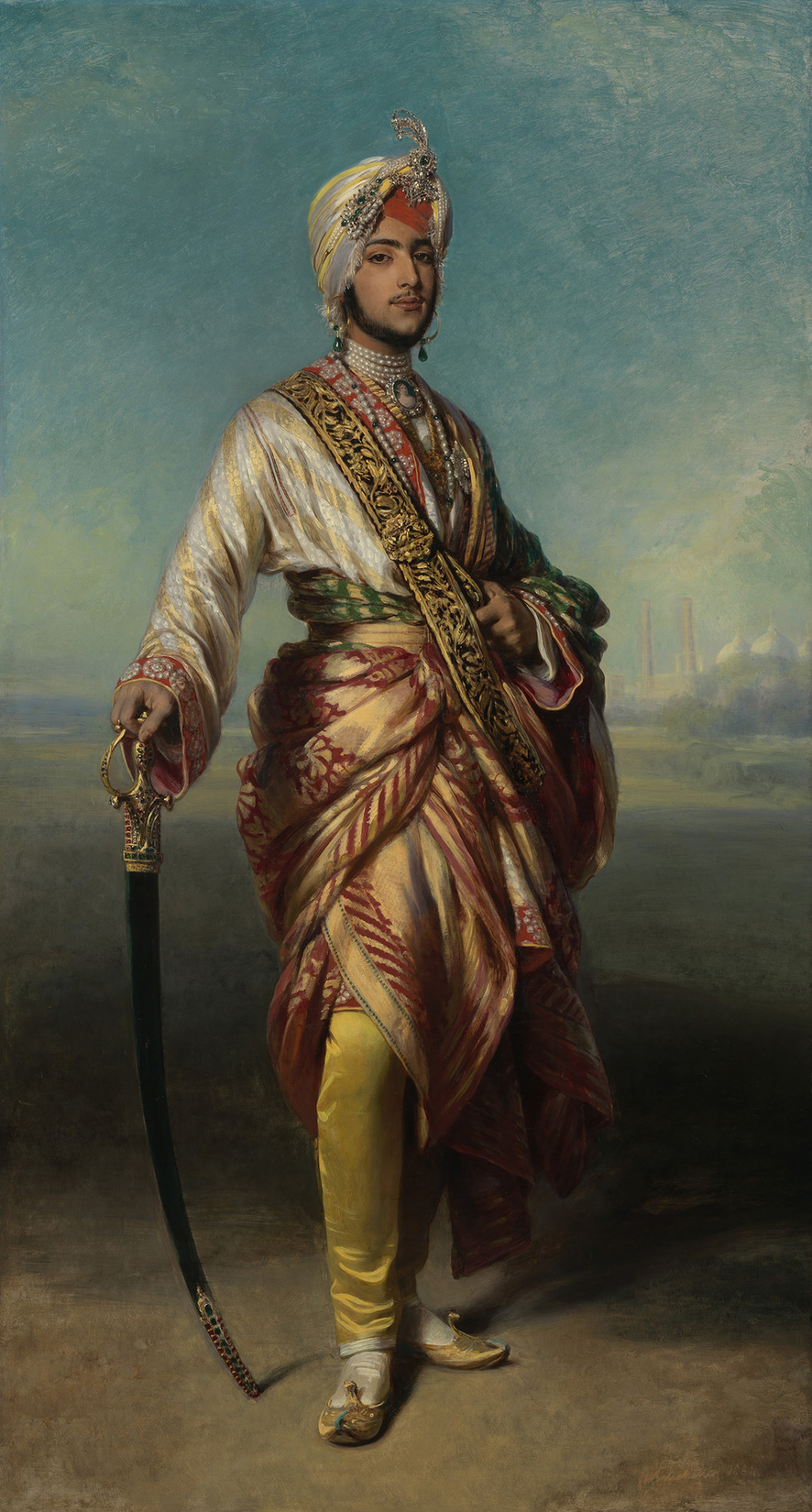
پرترهٔ دولیپ سینگ، در سال ۱۸۵۴ میلادی، اثر فرانتس ژاور وینترهالتر. این اثر اکنون در مالکیت مجموعهٔ سلطنتی دربار بریتانیا قرار دارد.

دولیپ سینگ، مهاراجه هندی و آخرین شاه از امپراتوری سیک بود. وی فرزند مهاراجه رانجیت سینگ بود.
در سال ۱۸۴۳ میلادی و در ۵ سالگی به تخت سلطنت پنجاب نشست و در ۱۱ سالگی و در پی شکست ارتش سیک در دو جنگ اول انگلیس و سیک‌ها و جنگ دوم انگلیس و سیک‌ها، مجبور به قبول «سندِ پنج ماده‌ای ۱۸۴۹ لاهور» شد که بر اساس موظف شد تا «از جانب خود، وارثان و جانشینانش از تمامی حقوق، القاب و ادعاها دربارهٔ حکمرانی بر پنجاب و اصولاً دربارهٔ هرگونه حق حکمرانی کناره‌گیری کند». طبق بند سوم سند تحمیلی وی همچنین ملزم می‌شد تا بابت جبران غرامت جنگ، الماس کوه نور را به کمپانی هند شرقی «تسلیم» کند. در عوض شامل دریافت مستمری مادام‌العمر سالیانهٔ ۴ لک و نگه‌داشتن لقب و احترام مهاراجه می‌شد.
برطبق پروتوکل دربار بریتانیا وی را «اعلی‌حضرت مهاراجه سِر دولیپ سینگ» خطاب می‌کردند.
دولیپ سینگ در سال ۱۸۵۳ تغییر مذهب داد و به مسیحیت تغییر دین داد، اما در سال ۱۸۶۶ میلادی، دوباره به آیین سیک بازگشت.
دولیپ سینگ بیشتر سال‌های تبعید خود را در املاک آلودن در سافولک گذراند و پس از مرگ در سال ۱۸۹۳ میلادی در آن‌جا به خاک سپرده‌شد.

## خانواده و فرزندان
شاهدخت سوفیا دولیپ، دختر دولیپ سینگ از مَهارانی بامبا و دخترخواندهٔ ملکه ویکتوریا بود. وی فعال حق رای زنان در انگلستان و هند بود.